# Роберт Зелчич
Роберт Зелчич (на хърватски: Robert Zelčić) е хърватски шахматист, гросмайстор.

## Биография
Роден на 21 септември 1965 г. в град Загреб, тогава в СФР Югославия, днес Хърватия. Шампион на Хърватия за 1998 г.
Участник на пет шахматни олимпиади със сребърен медал на четвърта дъска през 2006 г. Участник на шест европейски отборни първенства (1997, 1999, 2001, 2003, 2005 и 2007).
Международен майстор от 1990 г. и гросмайстор от 1997 г.

## Турнирни резултати
- 1998 – Дрезден (първо-второ място с Иван Соколов на зонален турнир с резултат 7,5 точки от 11 възможни)[4]
- 2002 – Мец (първо-второ място с Михаил Гуревич на „Мец Оупън“ с резултат 7,5 точки от 9 възможни)[5]
- 2004 – Бошняци (първо място след тайбрек на „Бошняци Оупън“ с резултат 6 точки от 9 възможни)[6]
- 2007 – Пула (първо място на „Пула Оупън“ с резултат 7,5 точки от 9 възможни)[7]
- 2009 – Задар (първо място на „Задар Оупън“)[8]
- 2010 – Пула (първо място след тайбрек на „Пула Оупън“ с резултат 7,5 точки от 9 възможни, колкото имат Огнен Йованич и Синиша Дражич)[9]
- 2013 – Задар (първо място след тайбрек на „Задар Оупън“ с резултат 6,5 точки от 9 възможни)[10]

## Участия на шахматни олимпиади
| Година | Организатор | Отбор    | Класиране (отборно) | Дъска    |
| 1998   | Елиста      | Хърватия | 25                  | Трета    |
| 2002   | Блед        | Хърватия | 23                  | Трета    |
| 2004   | Калвия      | Хърватия | 46                  | Трета    |
| 2006   | Торино      | Хърватия | 25                  | Четвърта |
| 2008   | Дрезден     | Хърватия | 27                  | Трета    |